# Mikko Korsbäck
Mikko Olavi Korsbäck, född 27 april 1976 i Ljusne, är en svensk trummis och låtskrivare, främst verksam inom power metal-genren. Han är en av grundarna till bandet Insania (Stockholm) som bildades 1992 tillsammans med gitarristen Henrik Juhano.

## Biografi
Korsbäck började spela trummor och klaviatur vid cirka fem års ålder. Under tonåren lärde han sig även spela gitarr, vilket blev ett av hans huvudinstrument vid sidan av trummorna. Det var också under tonåren som han påbörjade sitt låtskrivande, och flera av de låtar han skrev tillsammans med Juhano kom senare att ingå i Insanias albumproduktion.
Förutom sitt arbete i Insania har Korsbäck varit aktiv i flera coverband och som trubadur. Han medverkar bland annat i bandet 665 – Almost Evil, där även Peter Östros och Dimitri Keiski från Insania ingår. 
Korsbäck är också medlem i coverbandet KOJAK, tillsammans med Micke Östling och Dimitri Keiski. Bandet uppträder i både Sverige och Finland, och framför rockmusik från 1960- och 1970-talet samt modern radiopop och -rock. I KOJAK alternerar Korsbäck mellan att sjunga, spela bas och trummor.